# Horodyszcze Małe
Horodyszcze Małe (biał. Малое Гарадзішча; ros. Малое Городище) – agromiasteczko na Białorusi, w obwodzie brzeskim, w rejonie lachowickim, w sielsowiecie Olchowce.

## Historia
W dwudziestoleciu międzywojennym leżało w Polsce, w województwie nowogródzkim, w powiecie baranowickim, w gminie Krzywoszyn. W 1921 miejscowość liczyła 132 mieszkańców, zamieszkałych w 19 budynkach, wyłącznie Białorusinów. 130 mieszkańców było wyznania prawosławnego i 2 rzymskokatolickiego.
Po II wojnie światowej w granicach Związku Sowieckiego. Od 1991 w niepodległej Białorusi.